# Irackie Siły Powietrzne
Irackie Siły Powietrzne (ang. Iraqi Air Force, IQAF) – część irackich sił zbrojnych odpowiedzialnych za powietrzne operacje wspomagające wojska lądowe. Przed drugą wojną w Zatoce Perskiej lotnictwo irackie bazowało na sprzęcie produkcji radzieckiej i rosyjskiej, np.: w momencie rozpoczęcia wojny lotnictwo irackie dysponowało 10 sztukami samolotów MiG-29. Zostały zniszczone całkowicie podczas drugiej wojny w Zatoce Perskiej.

## Historia

Symbol irackich sił powietrznych używany w latach 1931–2003

IQAF został założony 22 kwietnia 1931 roku. Główną bazą irackiego lotnictwa było Washash w pobliżu stolicy kraju Bagdadu. Irak dysponował wówczas tylko pięcioma pilotami wojskowymi. Byli to Natiq Mahomet Khalil al-Tay, Mahomet Ali Jawad, Hafdhi Aziz, Akrem Talib Mushtaq i Musa Ali. Podczas II wojny światowej IQAF nie został użyty do walki z wojskami brytyjskimi. W 1948 roku Irak użył lotnictwa przeciw powstającemu państwu Izrael.
W 1967 roku podczas wojny sześciodniowej Irak stracił większość swojego lotnictwa po nalotach izraelskich na jego bazy lotnicze. 6 Czerwca IQAF strącił jedynie 2 izraelskie samoloty. 6 Lat później podczas Wojny Jom Kippur w październiku 1973, iraccy piloci przeprowadzili jako pierwsi atak na izraelskie siły, niszcząc 12 samolotów.
W wojnie z Iranem IQAF nie odegrał znaczącej roli, głównie ze względu na słabe wyszkolenie i częste egzekucje. Irakijczycy, chociaż przez większość wojny dysponowali liczebną przewagą około 5:1, nie byli w stanie wywalczyć przewagi w powietrzu, a w walce ze szkolonymi w USA pilotami IRIAF ponosili cięższe straty. Pod koniec wojny Irak dysponował najliczniejszym na bliskim wschodzie lotnictwem wojskowym, co nie przekładało się jednak jego jakość. W połączeniu z ogromnym zadłużeniem państwa i zerwaniem dostaw przez Francję i ZSRR skutkowało to niską sprawnością posiadanych samolotów.

## Wojna w Zatoce Perskiej 1991
Podczas wielonarodowej operacji Desert Storm irackie lotnictwo zostało zniszczone przez wojska koalicji antyirackiej. W tych walkach amerykanie strącili 23 irackie maszyny, przy stratach 1 Panavia Tornado GR1A (RAF) na rzecz MiGa-29 i 3 inne maszyny USA (prawdopodobnie 2 F/A-18C) na rzecz MiG-25PDS. Na ziemi zniszczono 227 maszyn, drugie tyle uszkodzonych na zawsze pozostało uziemionych.
W ramach porozumienia Iran-Irak w lutym 1991 roku część samolotów uciekła do Iranu na czas wojny. Wśród nich było ponad 100 samolotów, w tym głównie Su-22, Su-24, Mirage F1 i Ił-76. Po zakończeniu wojny Iran zarekwirował samoloty bojowe Iraku jako rekompensatę za wojnę iracko-irańską, a część z nich wcielił do swoich sił zbrojnych.
Po zakończeniu wojny w zatoce perskiej na usługach Iraku zostało jedynie kilka Tu-22 i kilka szwadronów samolotów radzieckich MiG-25, nabytych w 1979 roku, i pojedyncze maszyny, które ocalały po bombardowaniach. Próby nabycia nowego sprzętu zostały storpedowane przez amerykańskie embargo oraz sankcje ONZ na uzbrojenie i części zapasowe. Utworzono wówczas także strefę zakazu lotów. Ponadto większość irackich samolotów była uszkodzona.

## Okres po 2003
Podczas inwazji na Irak w 2003 roku irackie siły powietrzne zostały ukryte by uniknąć zniszczenia. Zostały one odnalezione po zajęciu Iraku przez wojska amerykańskie.
Obecnie nowe siły powietrzne Iraku są budowane w oparciu o sprzęt produkcji zachodniej – głównie amerykańskiej. W grudniu 2004 irackie ministerstwo obrony narodowej podpisało dwa kontrakty o wartości 132 milionów $. Pierwszy kontrakt obejmował dostawy 20 polskich śmigłowców PZL W-3 Sokół. Kontrakt anulowano w 2005, a dwa testowe W-3 zwrócono. Drugi kontrakt składał się z dostarczania 24 używanych Mi-17. W pierwszych latach maszyny kupowano ze środków pomocowych USA lub za pośrednictwem Pentagonu, aktualnie IQAF dywersyfikuje dostawców, aby uzyskać lepsze ceny. Wszystkie aktualne statki powietrzne zakupiono po 2003 roku, nadal jednak pozostają cieniem wojsk z czasów Husseina, gdy na wyposażeniu było 600 samolotów bojowych.
Przez kilka lat Irak był zainteresowany zakupem myśliwców F-16, wyrażając zapotrzebowanie na 96 sztuk. Kongres USA był sceptyczny wobec dostarczania nowoczesnego uzbrojenia do niestabilnego kraju. W 2010 roku zaproponowano sprzedaż 18 sztuk w zubożałej wersji oznaczonej F-16IQ za zawyżoną cenę, ponad 4 mld USD, na którą Bagdad nie wyraził zgody. W 2011 roku podpisano kontrakt na 12 F-16C i 6 F-16D w wersji Block 52 za około 3 mld USD, wniesiono także o zgodę na sprzedaż kolejnych 18 samolotów za około 2,3 mld USD. Pentagon potwierdził wcześniej wpłatę 1,5 mld USD na poczet uruchomienia ich produkcji. W 2012 Irak potwierdził, że wykorzysta opcję na dalszych 18 sztuk.
W 2012 roku Rosja poinformowała o zawarciu z Irakiem kontraktu na 30 śmigłowców szturmowych Mi-28NE oraz 42 zestawy obrony przeciwlotniczej Pancyr-S1 i modernizację czołgów T-72 w umowie wartej 4,2 miliarda USD. 12 grudnia 2013 Irak podpisał kontrakt na 24 samoloty szkolno-bojowe KAI T-50 Golden Eagle.
5 listopada 2015 roku w irackiej bazie Balad wylądowały 2 lekkie samoloty bojowe L-159A ALCA (nr 5903 i 5904). W sierpniu 2014 roku Irak wynegocjował zakup 15 czeskich maszyn za kwotę około 30 mln USD. Z tego 10 samolotów będzie w jednomiejscowej wersji L-159A, 2 sztuki w dwumiejscowej wersji szkolno-bojowej L-159B, a dodatkowe 3 płatowce stanowić będę rezerwę części zamiennych. Dostawy mają zakończyć się w 2017 roku. Samoloty te stanowić będą istotne wzmocnienie w walkach przeciwko Państwu Islamskiemu. 4 irackie maszyny to używane samoloty z zasobów czeskich sił powietrznych, pozostałe będę faktycznie nowe, mimo iż wyprodukowane w 2003 roku były hangarowane w fabryce z nadprodukcji.

## Uzbrojenie

### Obecne
| Zdjęcie                     | Samolot                              | Producent         | Typ                               | Wersja           | Liczba sztuk    | Uwagi |  |
| Samoloty bojowe             | Samoloty bojowe                      | Samoloty bojowe   | Samoloty bojowe                   | Samoloty bojowe  | Samoloty bojowe | Samoloty bojowe |  |
| --------------------------- | ------------------------------------ | ----------------- | --------------------------------- | ---------------- | --------------- | --- |  |
|                             | Lockheed Martin F-16 Fighting Falcon | Stany Zjednoczone | myśliwiec wielozadaniowy          | C-52+ F-16IQ     | 26              | Zamówiono 36 F-16C/D Block 52+ (30 C i 6 D). Częściowo zubożałe i ze starszym uzbrojeniem. Dostawy planowano we wrześniu 2014 roku, ale opóźniły się do lipca 2015. Zamówiono 18 sztuk w 2011 roku, a w 2012 wykorzystano opcję na 18 sztuk. Samoloty dla Iraku są też znane jako F-16IQ. Jeden rozbił się w 2015 roku przed dostarczeniem. |  |
|                             | Su-25                                | ZSRR              | samolot bliskiego wsparcia        |                  | 21              | Odkupione od Rosji w 2014 i 2016. Dalsze 7 sztuk użyczył Iran. |  |
|                             | Aero L-159 Alca                      | Czechy            | lekki samolot szturmowy           | L-159A           | 10              | W 2015 zamówiono 12 jednomiejscowych i 2 dwumiejscowe, w tym 4 używane, 9 zmagazynowanych i 1 nowy. |  |
|                             | Cessna 208 Caravan                   | Stany Zjednoczone | lekki samolot szturmowy           | AC-208           | 2               | |  |
|                             |                                      |                   |                                   |                  | 59              | |  |
| Samoloty szkolno-treningowe |                                      |                   |                                   |                  |                 | |  |
|                             | Lockheed Martin F-16 Fighting Falcon | Stany Zjednoczone | Szkolenia zaawansowane/szturmowy  | F-16D F-16IQ     | 8               | |  |
|                             | KAI T-50 Golden Eagle                | Korea Południowa  | Szkolenie zaawansowane/szturmowy  | T-50IQ           | 24              | W 2013 roku podpisano kontrakt z Korea Aerospace Industries na 24 egzemplarze samolotów T-50IQ za 1,1 miliarda USD. Dostawy rozpoczęto w 2016. |  |
|                             | Beechcraft T-6 Texan II              | Stany Zjednoczone | Trening podstawowy                | T-6A             | 15              | Zamówiono 24 uzbrojone AT-4C. |  |
|                             | Cessna 208 Caravan                   | Stany Zjednoczone | łącznikowy/treningowy             | TC208            | 4               | |  |
|                             | Aero L-159 Alca                      | Czechy            | Trening uderzeń                   | L-159T1          | 1               | |  |
|                             | Lasta 95                             | Serbia            | Trening podstawowy                | Lasta-95N        | 19              | |  |
|                             |                                      |                   |                                   |                  | 71              | |  |
| Specjalnego przeznaczenia   |                                      |                   |                                   |                  |                 | |  |
|                             | Beechcraft King Air                  | Stany Zjednoczone | rozpoznanie/nadzór                | 350ISR           | 6               | |  |
|                             | Cessna 208                           | Stany Zjednoczone | nadzór/atak                       | RC/AC-208B       | 3               | 3 uzbrojono w pociski AGM-114 Hellfire, 1 utracono w 2016. |  |
|                             | de Havilland Canada DHC-6 Twin Otter | Kanada            | rekonesans                        | DHC-6            | 2               | |  |
|                             | SAMA CH2000                          | Stany Zjednoczone | łącznikowy                        |                  | 7               | |  |
|                             | Seabird SBL-360 Seeker               | Australia         | obserwacyjny/łącznikowy           | SB7L-360A        | 2               | |  |
|                             |                                      |                   |                                   |                  | 21              | |  |
| Samoloty transportowe       |                                      |                   |                                   |                  |                 | |  |
|                             | Antonov An-32                        | Ukraina           | Średni transportowiec             | An-32B           | 6               | |  |
|                             | Beechcraft King Air                  | Stany Zjednoczone | Lekki transportowiec/VIP          | 350ER            | 1               | |  |
|                             | C-130 Hercules                       | Stany Zjednoczone | Taktyczny transportowiec          | C-130E C-130J-30 | 3 6             | |  |
|                             | de Havilland Canada DHC-6 Twin Otter | Kanada            | lekki transportowiec              | DHC-6            | 3               | |  |
|                             | Pilatus PC-12                        | Szwajcaria        | Lekki transportowiec              | PC-12            | 6               | |  |
|                             |                                      |                   |                                   |                  | 25              | |  |
| Śmigłowce                   |                                      |                   |                                   |                  |                 | |  |
|                             | Mi-8                                 | ZSRR              | Transport                         |                  | 2               | |  |
|                             | Aérospatiale Gazelle                 | Francja           | Lekki zwiadowca                   | SA342            | 6               | |  |
|                             | Bell 206                             | Stany Zjednoczone | Śmigłowiec szkoleniowo-treningowy |                  | 9               | |  |
|                             |                                      |                   |                                   |                  | 17              | |  |

### Śmigłowce wojsk lądowych
| Zdjęcie   | Śmigłowiec           | Producent         | Typ                               | Wersja           | Liczba sztuk | Uwagi                                     |
| Śmigłowce | Śmigłowce            | Śmigłowce         | Śmigłowce                         | Śmigłowce        | Śmigłowce    | Śmigłowce                                 |
| --------- | -------------------- | ----------------- | --------------------------------- | ---------------- | ------------ | ----------------------------------------- |
|           | Bell 206 JetRanger   | Stany Zjednoczone | szkolny obserwacyjny              | 206B OH-58       | 10 9         | Bell 206 w barwach sił powietrznych.      |
|           | Bell UH-1 Iroquois   | Stany Zjednoczone | SAR Ewakuacja medyczna            | UH-1H Huey II    | 15           |                                           |
|           | Bell 407             | Stany Zjednoczone | uzbrojony rozpoznawczy szkolny    | IA-407 T-407     | 22 3         | 2 utracono w 2014 i 2016.                 |
|           | Eurocopter EC635     | Niemcy            | śmigłowiec rozpoznawczy/ wsparcia | EC635T2          | 23           |                                           |
|           | Aérospatiale Gazelle | Francja           | śmigłowiec rozpoznawczy/ wsparcia | SA 342M          | 6            |                                           |
|           | Mi-17                | Rosja             | śmigłowiec transportowy           | Mi-171E Mi-17-v5 | 21           | 3 utracono w 2013, 1 w 2016.              |
|           | Mi-28                | Rosja             | śmigłowiec szturmowy              | Mi-28NE          | 3            | Zamówiono 5.                              |
|           | Mi-35                | Rosja             | śmigłowiec szturmowy              | Mi-35M           | 14           | Dostarczono 16, 2 utracono w 2014 i 2016. |
|           |                      |                   |                                   |                  | 126          |                                           |

### W przeszłości

#### Samoloty bojowe

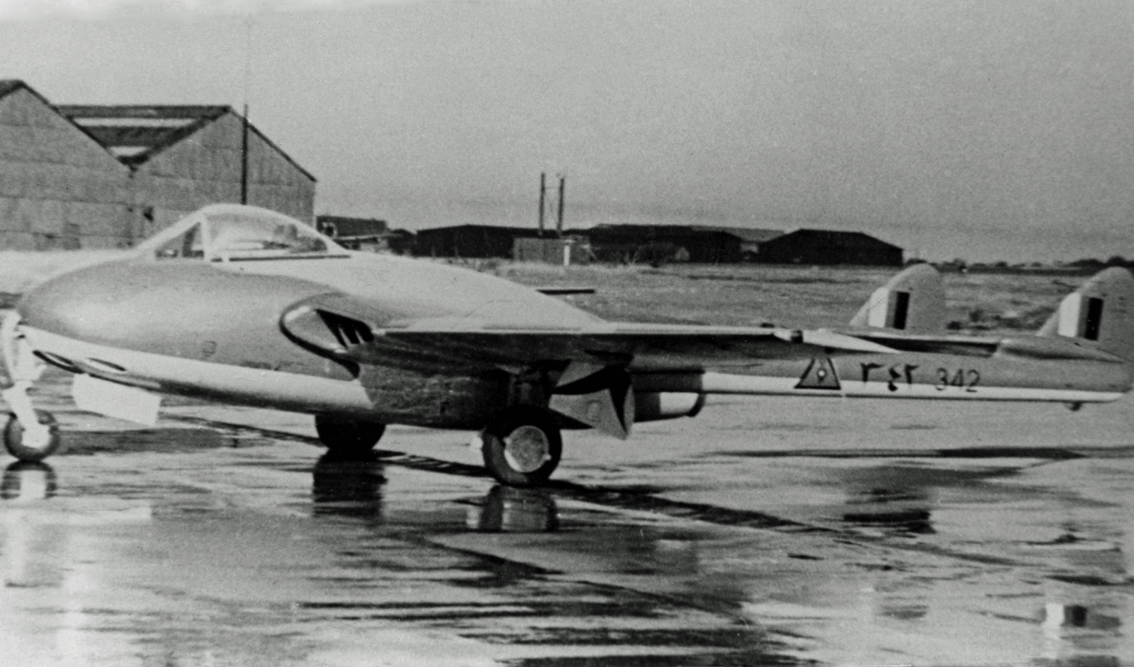
De Havilland Vampire w 1953

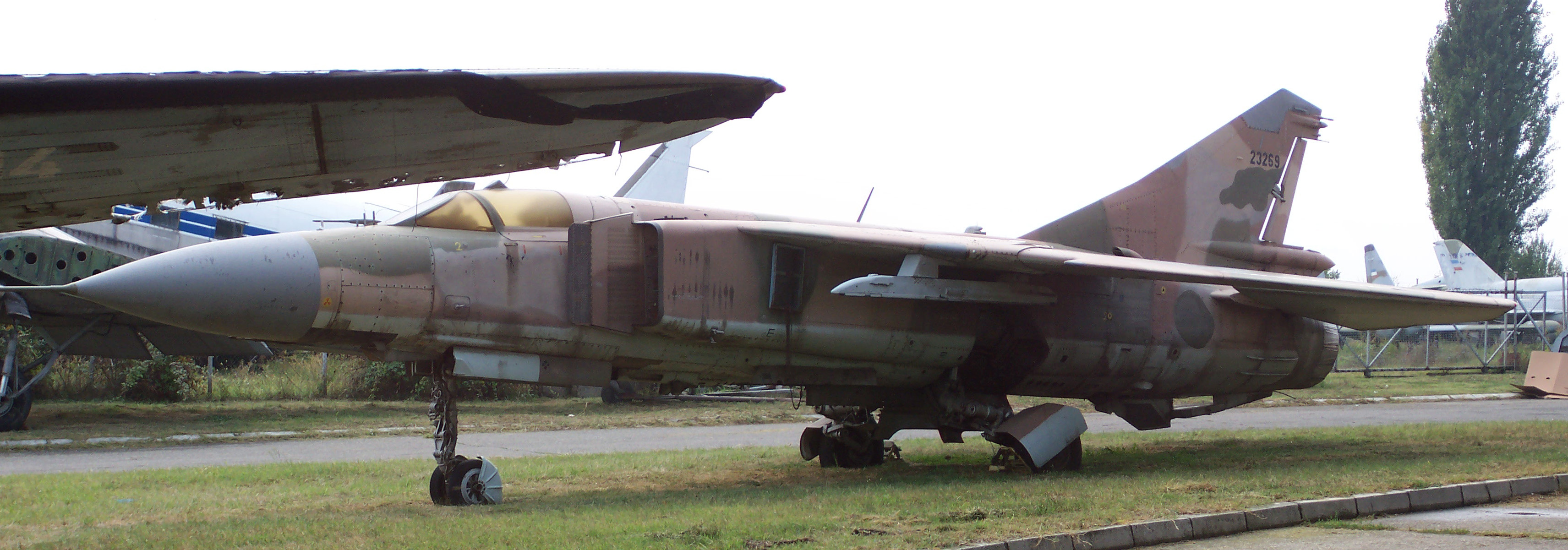
MiG-23MLA zatrzymany w Belgradzie

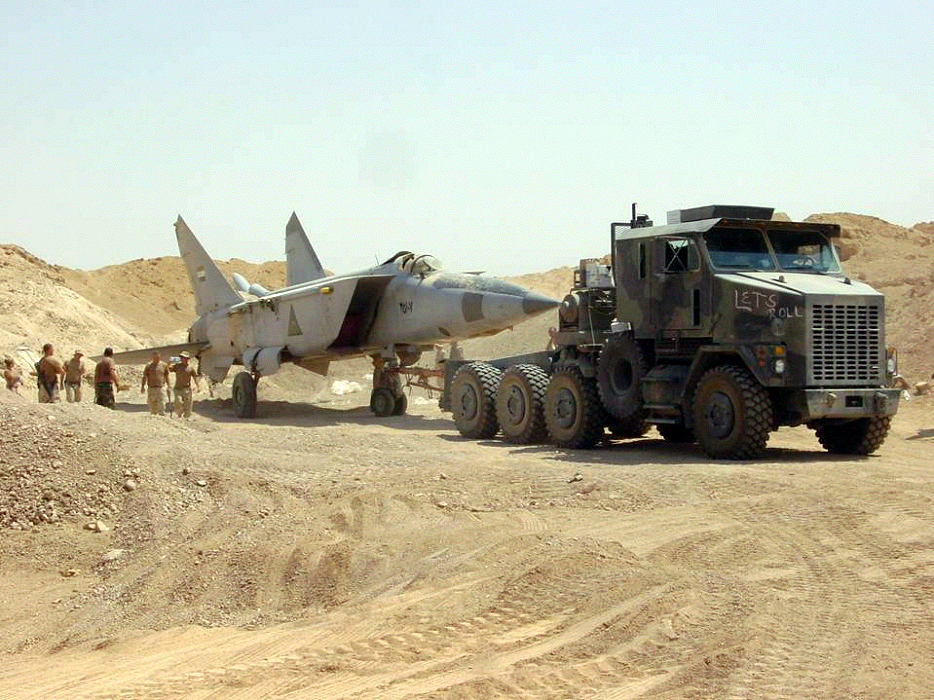
Zakopany iracki MiG-25 znaleziony w 2004

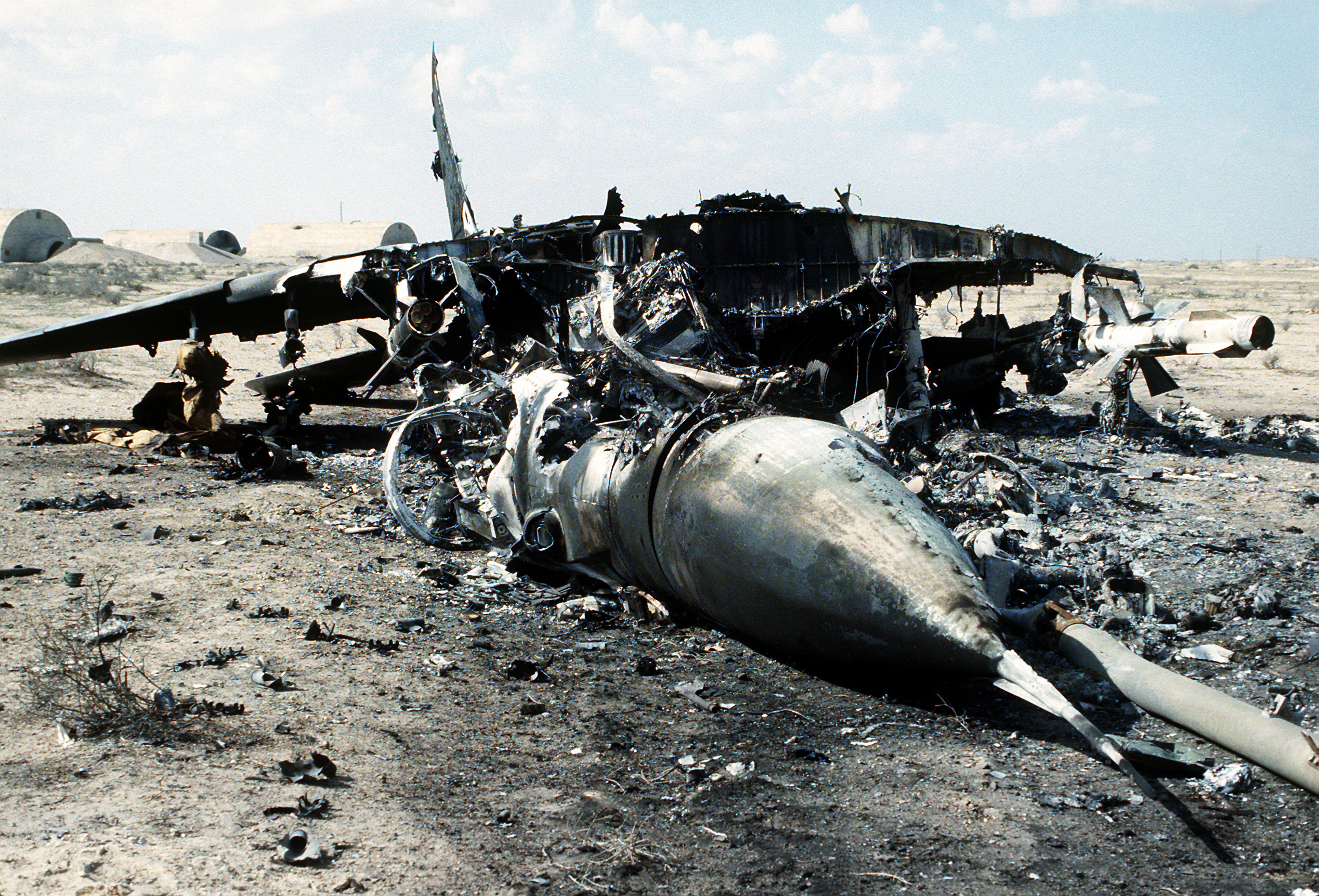
Zniszczony iracki MiG-29 w 1991

- Hawker Sea Fury – (14 sztuk) w latach 1948-~1950
- De Havilland Vampire – (18 sztuk) w latach 1953-~1960
- Hawker Hunter – (66 sztuk) w latach 1958-~1970
- MiG-15 – (29 sztuk) w latach 1958-~1970
- MiG-17 – (17 sztuk) w latach 1958-~1970
- MiG-19S – (50 sztuk) w latach 1960–1965, sprzedane Egiptowi
- MiG-21F-13/PF/MF/Bis – (312 sztuk) w latach 1963–2003
- MiG-23MS/MF/ML – (80 sztuk) w latach 1975–2003
- MiG-25P/RB – (63 sztuk) w latach 1980–2003
- MiG-29A/UB – (41 sztuk) w latach 1988–1995
- Chengdu F-7B – (80 sztuk) w latach 1983–2003
- Shenyang J-6 – (40 sztuk) w latach 1982–2003
- Dassault Mirage F1EQ/BQ – (108 sztuk + 8 F1K) w latach 1980–2003, 24 w Iranie

#### Samoloty szturmowe/bombowe
- Su-7B – (101 sztuk) w latach 1968–1991
- Su-20 – (80 sztuk) w latach 1974–2003
- MiG-23BN – (120 sztuk) w latach 1977–2003
- Su-22 – (111 sztuk) w latach 1976–1991, 48 w Iranie
- Su-24MK – (30 sztuk) w latach ~1980-1991, 24 w Iranie
- Su-25K – (73 sztuki) w latach 1985–2003
- Dassault Super Etendard – (5 sztuk) w latach 1983-85
- Ił-28 – (11 sztuki) w latach 1958-~1970
- Tu-16/H-6 – (18 sztuk) w latach 1962–1991
- Tu-22 (12 sztuk) w latach 1973–1991

#### Samoloty Treningowe
- BAC Jet Provost – (20 sztuk) w latach 1964–1991
- Aero L-29 – (75 sztuk) od 1966
- Aero L-39 – (81 sztuk) od 1975
- FFA AS-202 Bravo – (48 sztuk) od 1979
- Pilatus PC-7 – (52 sztuki) od 1980
- Embraer EMB 312 Tucano – (80 sztuk) od 1985

#### Samoloty transportowe
- de Havilland Dove – (3 sztuki) w latach 1948-~1950
- Bristol 170 Freighter – (4 sztuki) w latach 1958-~1970
- Ił-14 – (19 sztuki) w latach 1958-~1970
- An-2 – (14 sztuk) od 1959
- An-12 – (12 sztuk) od 1962
- An-24 – (24 sztuki) od 1962
- An-26 – (2 sztuki) od 1977
- Ił-76 – (33 sztuki) w latach 1978–1991, 15 w Iranie
- Lockheed Jetstar – (6 sztuk)
- Dassault Falcon 20 – (2 sztuki), w Iranie
- Dassault Falcon 30 – (3 sztuki), w Iranie

#### Helikoptery bojowe

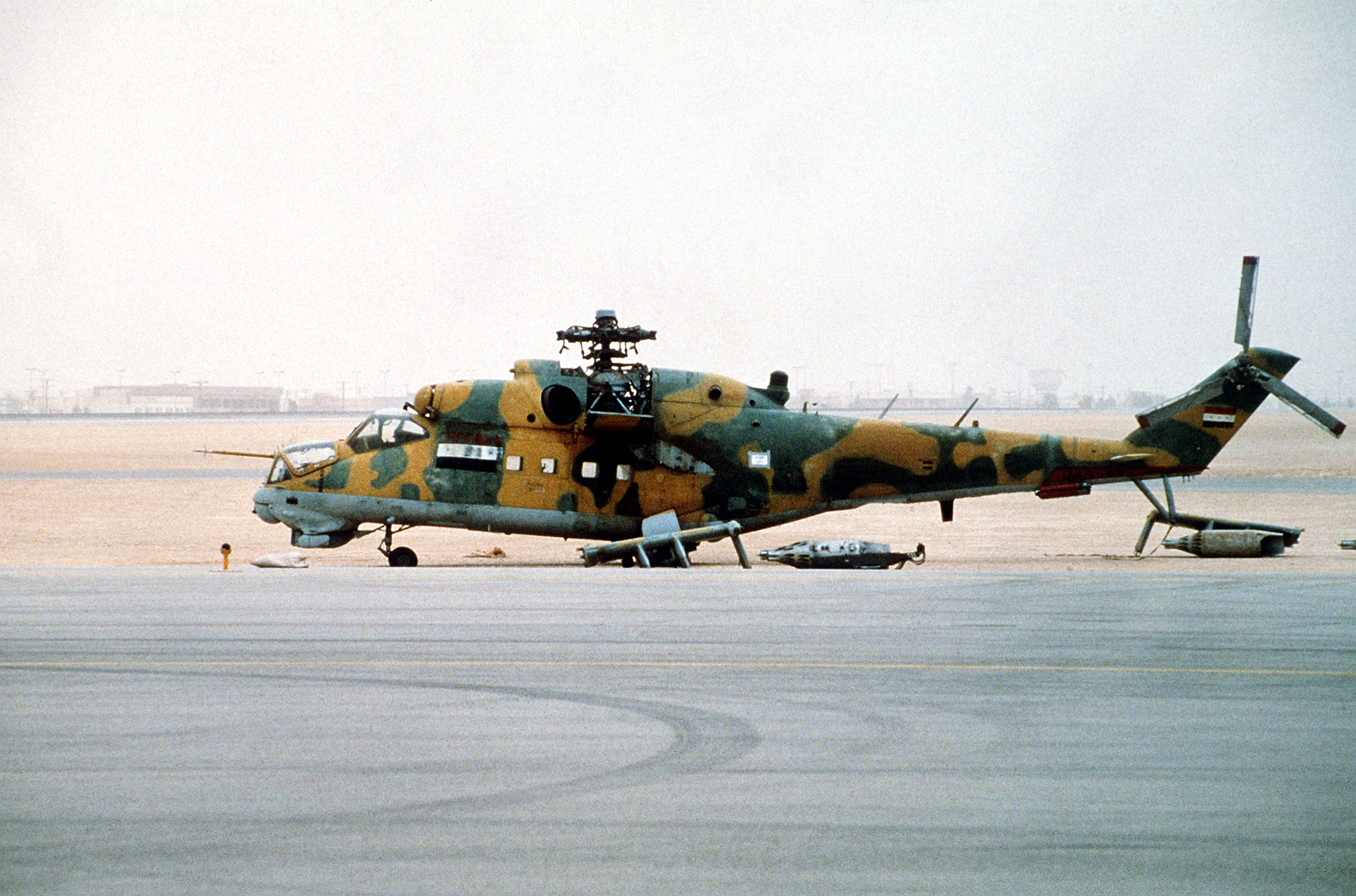
Zdewastowany iracki Mi-25 w 1991

- Aérospatiale Gazelle – (78 sztuk) w latach 1976–2003
- Aérospatiale Super Frelon – (16 sztuk) w latach 1977–1991 (nosiciel Exocetów)
- Bölkow Bo 105C – (50 sztuk) w latach 1979–2003
- Mi-25 – (52 sztuki) w latach 1979–2003
- McDonnell Douglas MD-500 Defender – (60 sztuk) w latach 1983–2003

#### Helikoptery transportowe

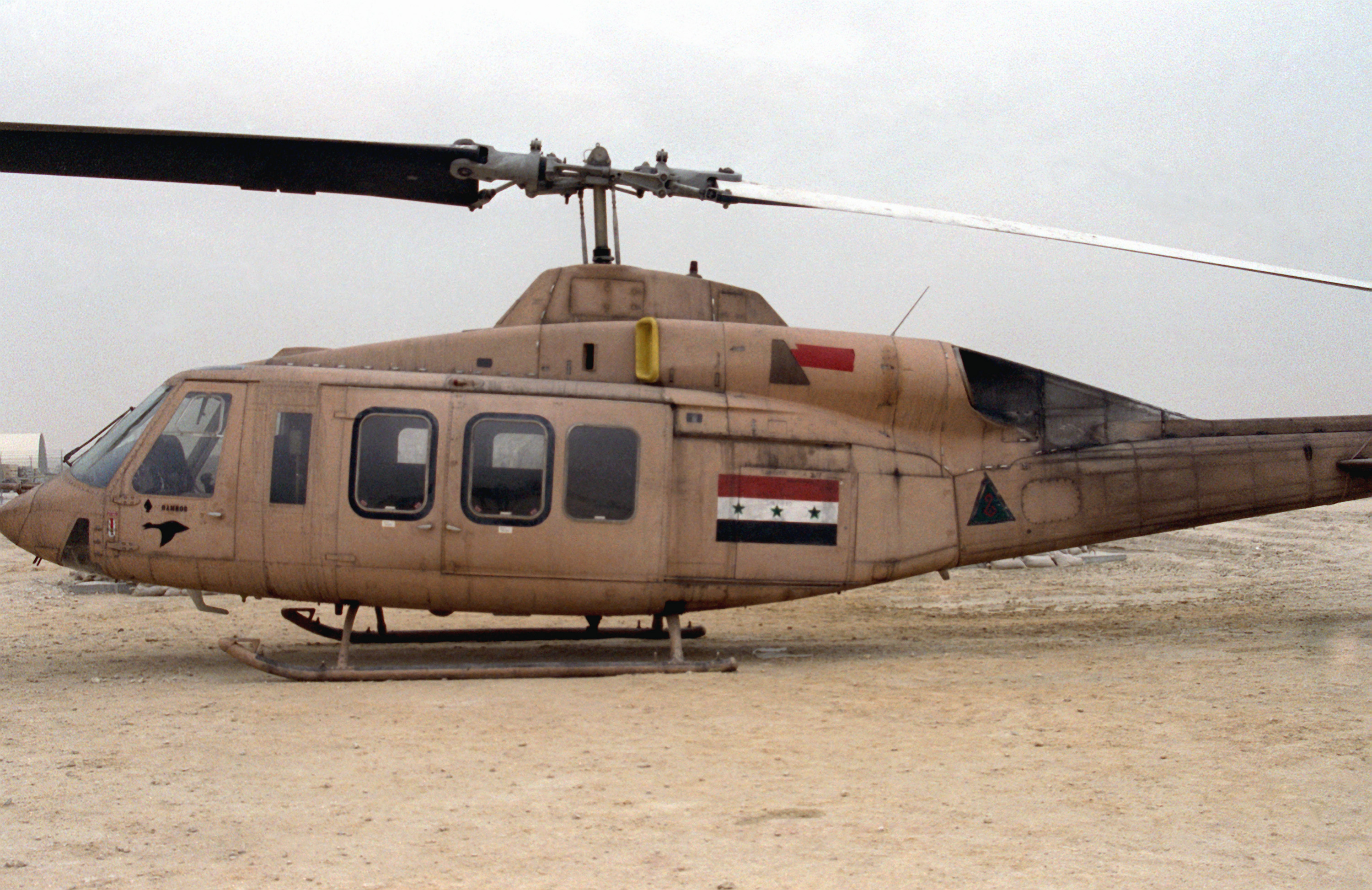
Iracki Bell 214ST w 1991

- Mi-4 – (34 sztuki) w latach 1964-~1980
- Mi-8 – (169 sztuk) w latach 1971–2003
- Mi-6 – (15 sztuk) w latach 1973–1991
- Mi-2 – (15 sztuk) w latach 1984–2003
- Aérospatiale Alouette III – (47 sztuki) w latach 1971–2003
- Aérospatiale Puma – (23 sztuki) w latach 1976–2003
- Sikorsky SH-3 Sea King – (6 sztuk) w latach 1982–1991
- Bell 214ST – (48 sztuk) w latach 1983–2003
- BK 117 – (28 sztuk) w latach 1984–2003